# 圣路济亚山

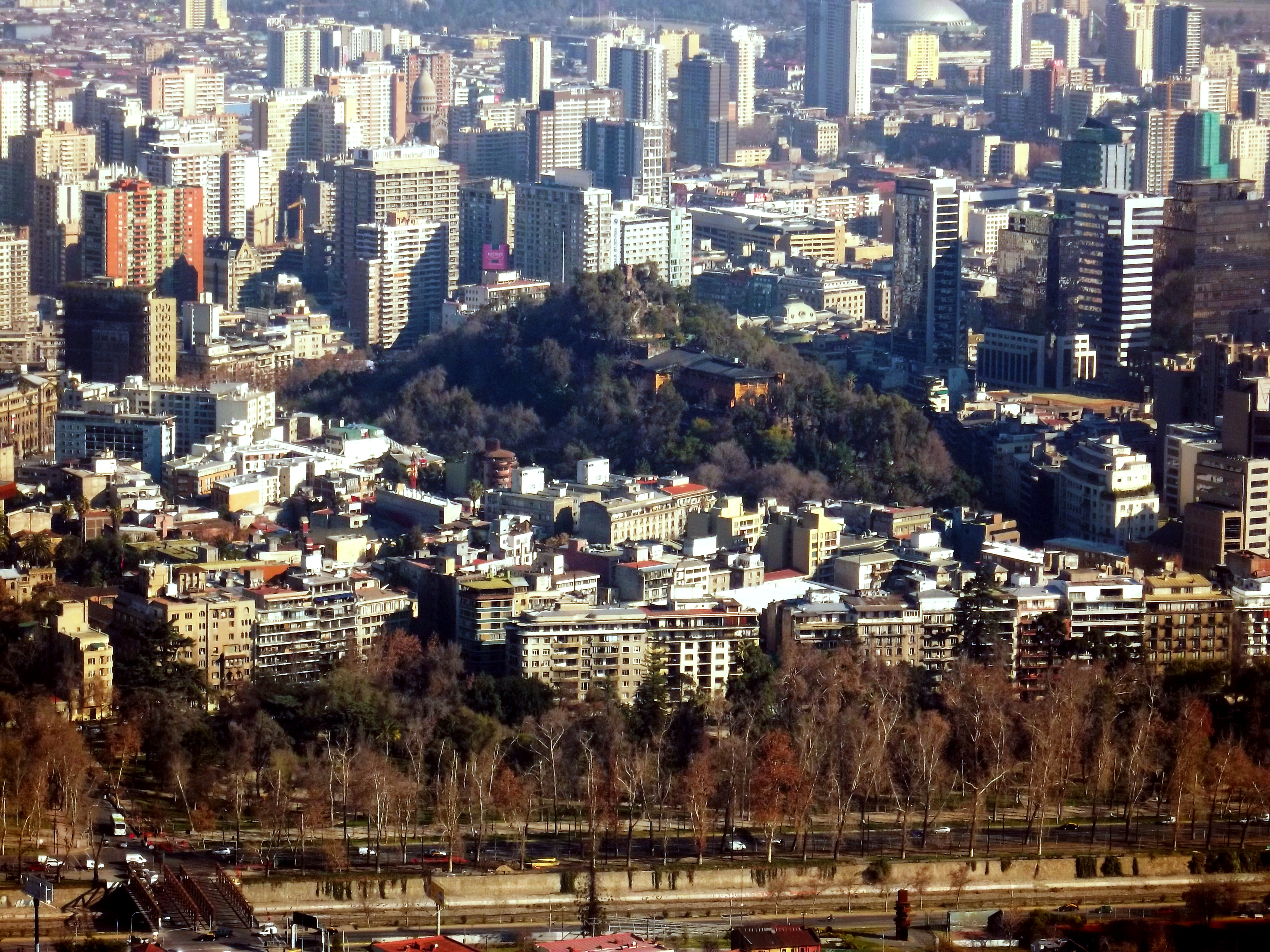
由圣克里斯托瓦尔山观看圣路济亚山

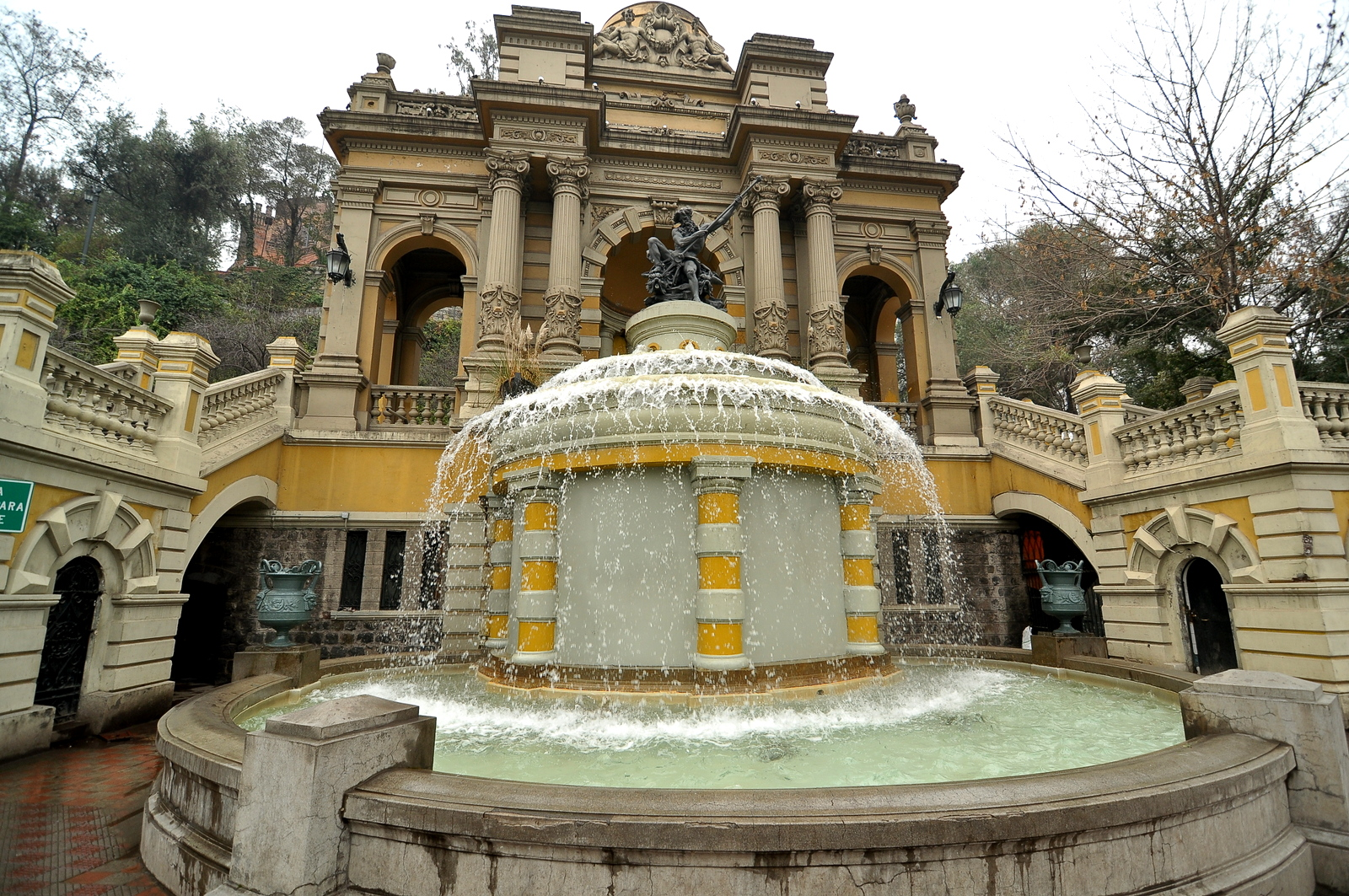
圣路济亚山

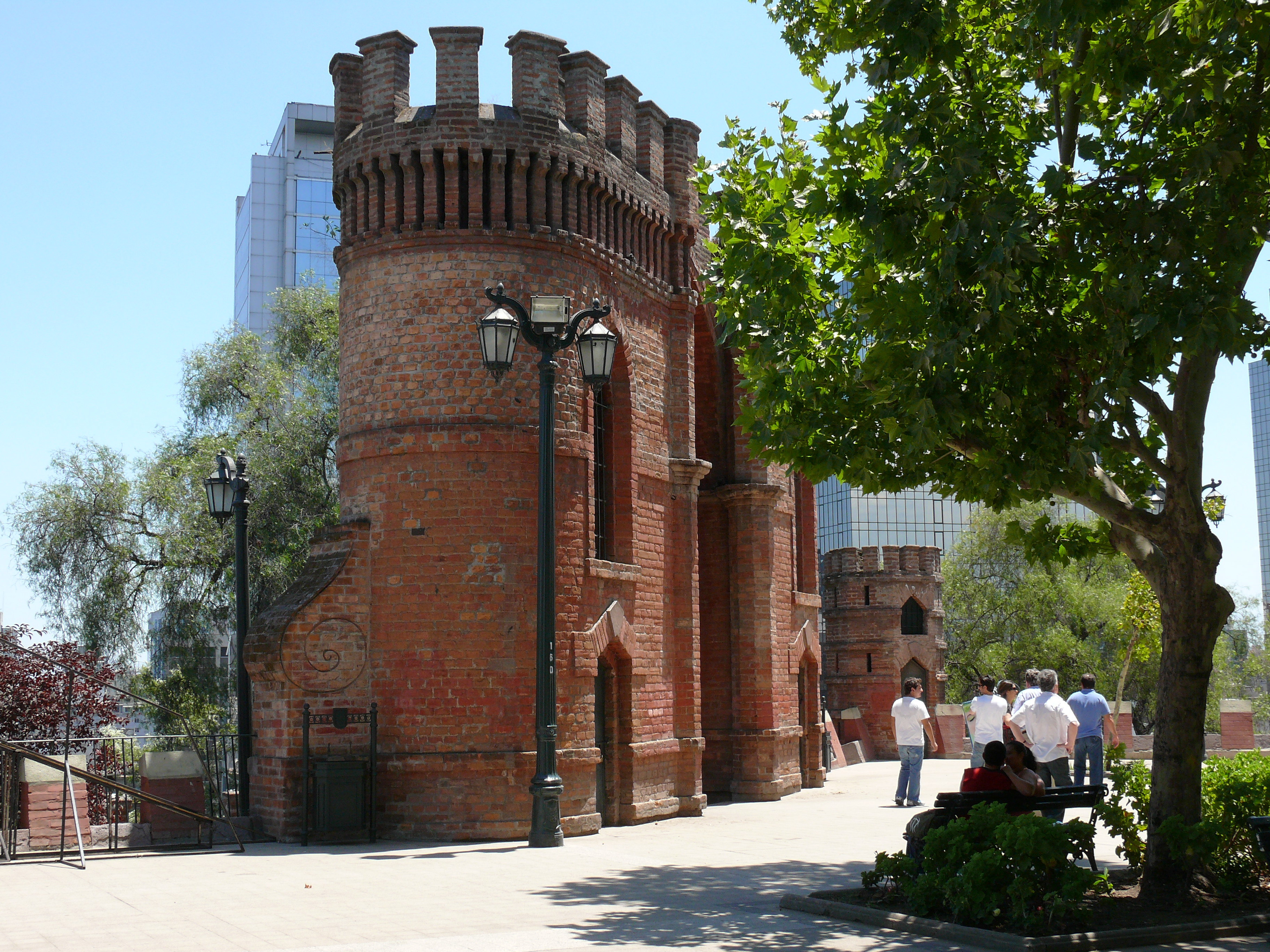
堡垒

圣路济亚山 (西班牙語：Cerro Santa Lucía)是圣地亚哥-德智利中心的一个小山丘。南面是解放者贝尔纳多·奥希金斯大道，西为圣路济亚街，东为Victoria Subercaseaux 。相邻的圣地亚哥地铁车站以其命名。圣路济亚山海拔629米，超出周边地区69米。圣路济亚山是一个 1500万年火山的残余。
圣路济亚山包括一个65,300平方米的公园装饰着华丽的立面，阶梯和喷泉。在最高点有一个受游客欢迎的观景点。

## 历史
它最初被土著称为 Huelén ，在马普切语中这个词的意思是“痛苦，忧郁和悲伤”。然而，目前的名称得名于1541年12月13日，圣路济亚日，佩德罗 - 德 - 瓦尔迪维亚征服了此山。
征服者最初将其用作为一个了望点。1816年，皇家工程师在山上建了两座堡垒，南北各有一座。在圣路济亚山一侧，伊达尔戈堡在1820年完成。在另一边的山坡，是非天主教徒公墓。